# Mag Garden
Mag Garden (マッグガーデン?, Maggu Gāden) è una casa editrice giapponese fondata nel giugno 2001. Il 4 luglio 2007 la società ha annunciato una fusione con la Production I.G.

## Riviste manga
- Comic Blade
- Comic Blade Masamune
- Comic Blade Gunz
- Comic Blade Zebel
- Comic Blade Avarus

## Opere pubblicate
- Anorexia: Shikabane Hanako wa kyoshokushō
- Aqua
- Aria
- Asatte no hōkō
- Beyond the Beyond
- Cocoon
- Daemon Hunters
- Death God
- Desert Coral
- Dream Gold
- Elemental Gerad
- First King Adventure
- Gadjet
- Gamerz Heaven
- Good Witch of the West
- Guardian Angel Getten
- Guardian Angel Getten Retrouvailles
- Jinki: Extend
- Kagerou-Nostalgia
- Il mitico detective Loki
- Monochrome Factor
- More Starlight to Your Heart
- Mukuukai - Amano Kozue Tanpenshu 1
- Mystical Prince Yoshida-kun!
- Mythical Detective Loki Ragnarok
- Otogi-Jushi Akazukin
- Peace Maker Kurogane
- Roman Club
- R²
- Saint October
- Sora no Uta - Amano Kozue Tanpenshu 2
- Tactics
- Tengai Retrogical
- Vaizard
- Your and My Secret